# Moccasin
Moccasin est une localité américaine située dans le comté de Tuolumne, en Californie.